# Arianna Garibotti
Arianna Garibotti (Gênova, 9 de dezembro de 1989) é uma jogadora de polo aquático italiana, medalhista olímpica.

## Carreira
Garibotti fez parte da equipe que conquistou a medalha de prata pela Itália nos Jogos do Rio de Janeiro, em 2016.